# Дългокрако потору
Дългокракото потору (Potorous longipes) е вид бозайник от семейство Плъховидни кенгурута (Potoroidae). Видът е застрашен от изчезване.

## Разпространение
Разпространен е в Австралия (Виктория и Нов Южен Уелс).